# Klauwstuk
Een klauwstuk of vleugelstuk is een vleugel- of zijstuk dat aan beide zijden van het middendeel van een gevel van een gebouw of een ander object (zoals een rouwbord) is geplaatst. Dit bouwelement verbreedt het gevelvlak en zorgt voor een geleidelijke overgang tussen de verticale en horizontale richting.

## Toelichting

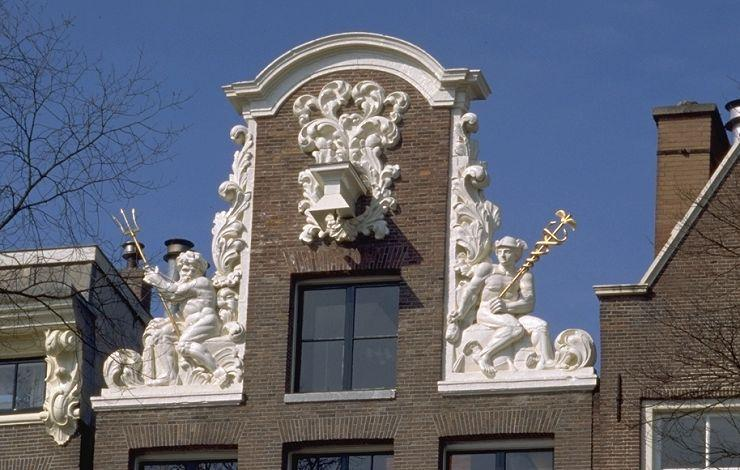
Klauwstukken in de hoeken van een halsgevel. Singel 326, circa 1700. (foto: bMA)

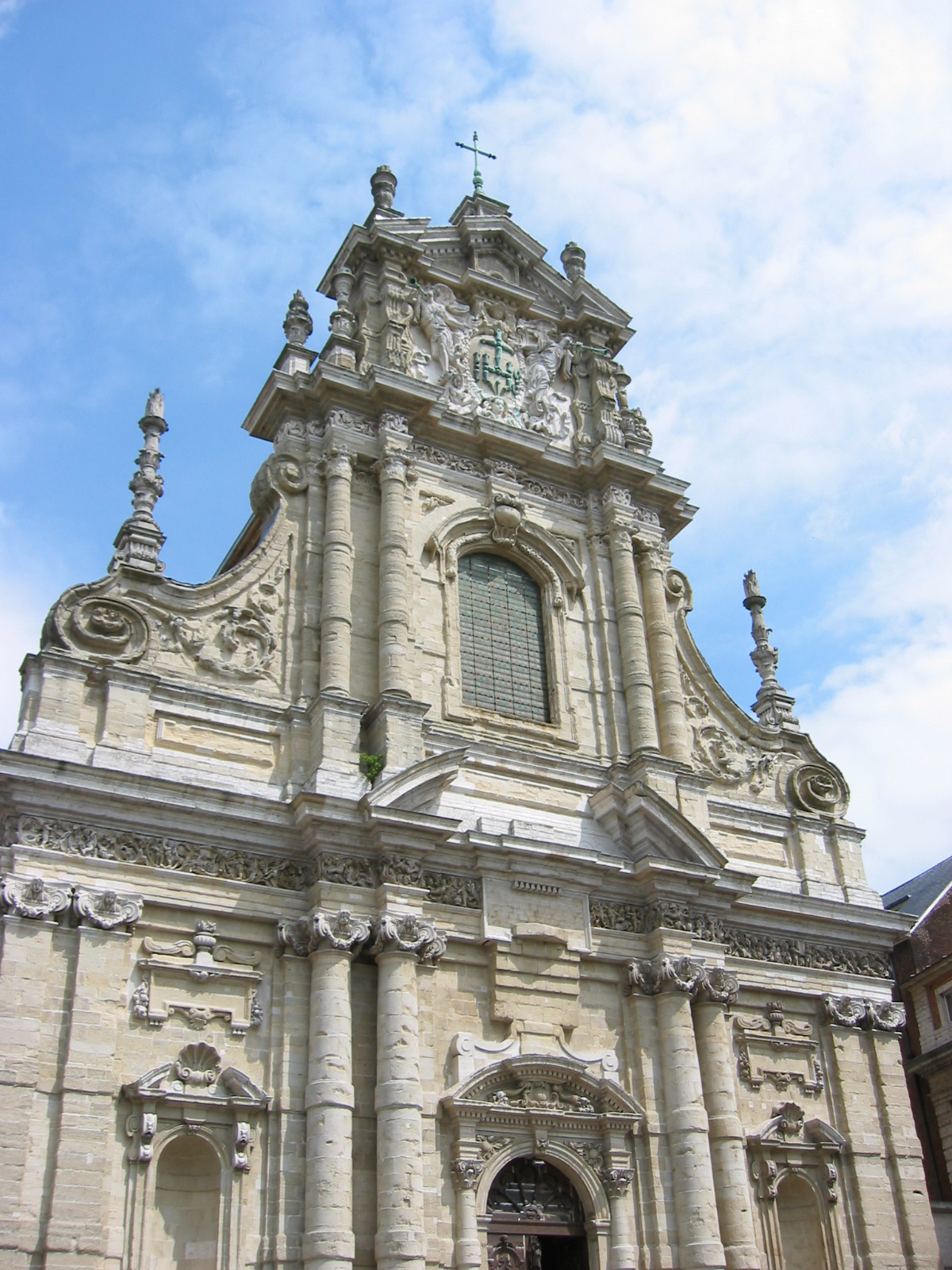
De Sint-Michielskerk te Leuven

De naam is mogelijk afgeleid van de grote adelaars- of leeuwenpoten die soms in vroege renaissancegevels werden gebruikt als invulling van een trap.
In de profane architectuur zijn het zandstenen ornamenten aangebracht in de hoeken van 90° van een halsgevel. Ook trapgevels in Amsterdamse renaissance hebben soms (kleine) klauwstukken. In Amsterdam kwam een dergelijke renaissancegevel voor bij het eerste weeshuis, Kalverstraat 71. Deze trapgevel bestond uit twee trappen, de onderste was afgesloten door een dichte balustrade en de bovenste had grote klauwen in plaats van de toen meer gebruikelijke S- of C-vormige voluten.
In de religieuze architectuur met name bij barokkerken komen klauwstukken voor links en rechts van het middendeel van een kerkgevel. Deze zijn voorzien van liggende voluten met erboven een gebeeldhouwde kandelaar. De vroegere Jezuïetenkerk, nu Sint-Michielskerk te Leuven is daar een mooi voorbeeld van.
De voluten werden voor het eerst toegepast op de kapitelen van de Griekse Ionische kolommen en daarna in een kleinere uitvoering in de Korinthische zuilenarchitectuur.